# Jānis Šmēdiņš
Jānis Šmēdiņš (Kuldīga, 30 luglio 1987) è un giocatore di beach volley lettone.
È il fratello minore di Toms, a sua volta giocatore di beach volley.

## Biografia
Ha debuttato nel circuito professionistico internazionale il 6 luglio 2005 a San Pietroburgo, in Russia, in coppia con Toms Šmēdiņš piazzandosi in 41ª posizione. Il 19 agosto 2012 ha ottenuto la sua prima vittoria in una tappa del World tour a Stare Jabłonki, in Polonia, insieme a Mārtiņš Pļaviņš. Nel massimo circuito FIVB ha trionfato per 2 volte, con due differenti partner.
Ha preso parte all'edizione dei Giochi olimpici di Londra 2012, occasione in cui ha vinto la medaglia di bronzo in coppia con Mārtiņš Pļaviņš.
Ha partecipato altresì a due edizioni dei campionati mondiali ottenendo come miglior risultato il quarto posto a Roma 2011 con Mārtiņš Pļaviņš.
Ha vinto una medaglia di bronzo ai campionati europei, arrivando terzo a Berlino 2010 insieme a Mārtiņš Pļaviņš.
Nei campionati iridati giovani ha conquistato una medaglia di bronzo a Termoli 2004 insieme a Ingars Ivanovs.
A livello europeo, sempre nelle categorie giovanili, può vantare una medaglia d'argento nella categoria giovani a Brno 2003, nonché una d'oro in quella juniores a Tel Aviv 2005, in entrambe le occasioni insieme al fratello Toms.

## Palmarès

### Giochi olimpici
- 1 bronzo: a Londra 2012

### Campionati europei
- 1 oro: a Klagenfurt 2015
- 2 argenti: a Klagenfurt 2013 e Quartu Sant'Elena 2014
- 1 bronzo: a Berlino 2010

### Campionati mondiali giovani
- 1 bronzo: a Termoli 2004

### Campionati europei juniores
- 1 oro: a Tel Aviv 2005

### Campionati europei giovani
- 1 argento: a Brno 2003

### World tour
- 5 podi: 2 primi posti e 3 secondi posti

#### World tour - vittorie
| Data           | Località       | Nazione   | in coppia con        |
| -------------- | -------------- | --------- | -------------------- |
| 19 agosto 2012 | Stare Jabłonki | Polonia   | Mārtiņš Pļaviņš      |
| 26 maggio 2013 | Corrientes     | Argentina | Aleksandrs Samoilovs |